# Pibrac

Pibrac este o comună în departamentul Haute-Garonne din sudul Franței. În 2009 avea o populație de 7.995 de locuitori.

## Evoluția populației
| An        | 1975  | 1982  | 1990  | 1999  | 2006  | 2009  |
| --------- | ----- | ----- | ----- | ----- | ----- | ----- |
| Populație | 2.291 | 4.245 | 5.879 | 7.440 | 7.712 | 7.995 |

## Monumente

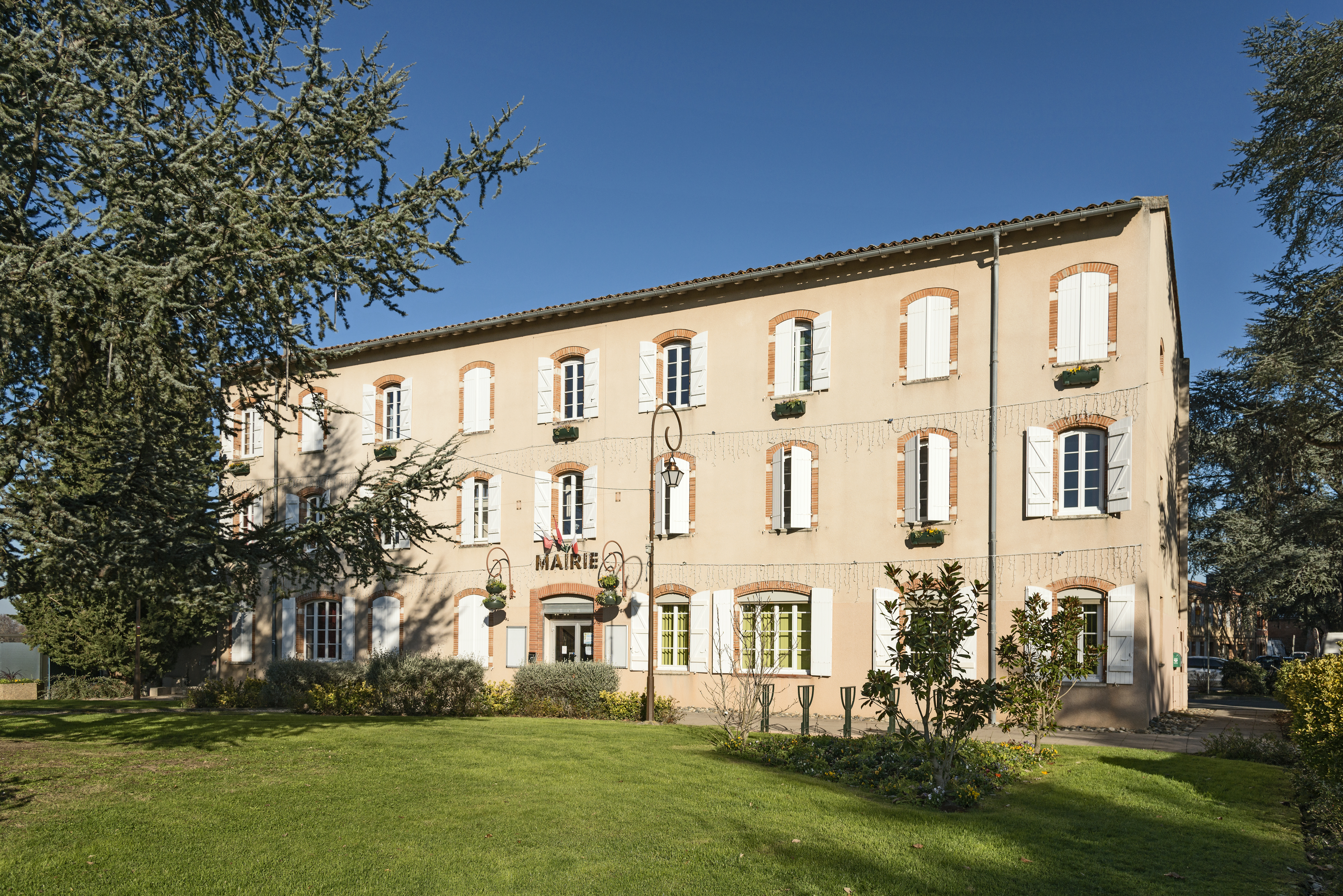
Primăria
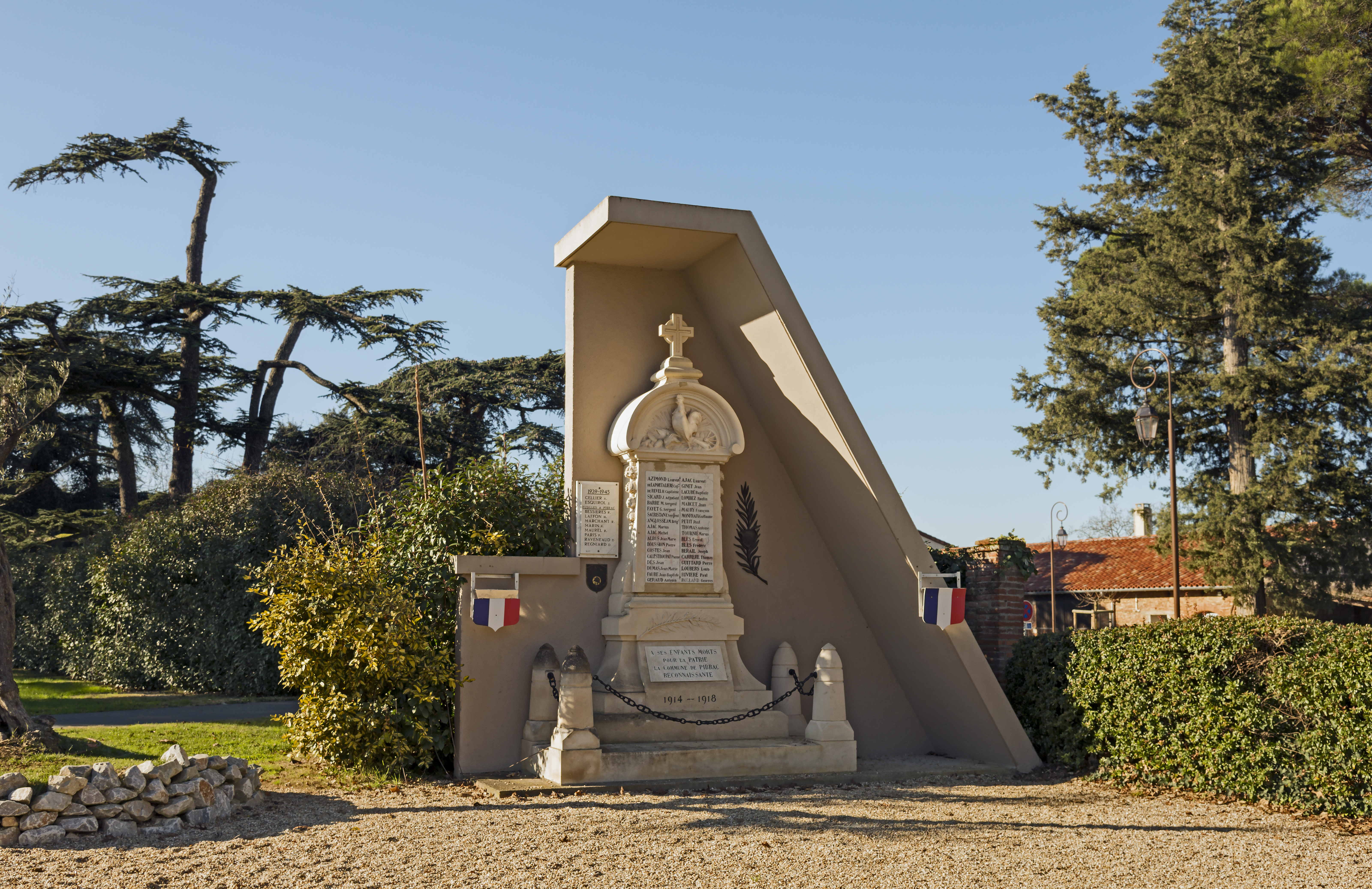
Memorial de război.
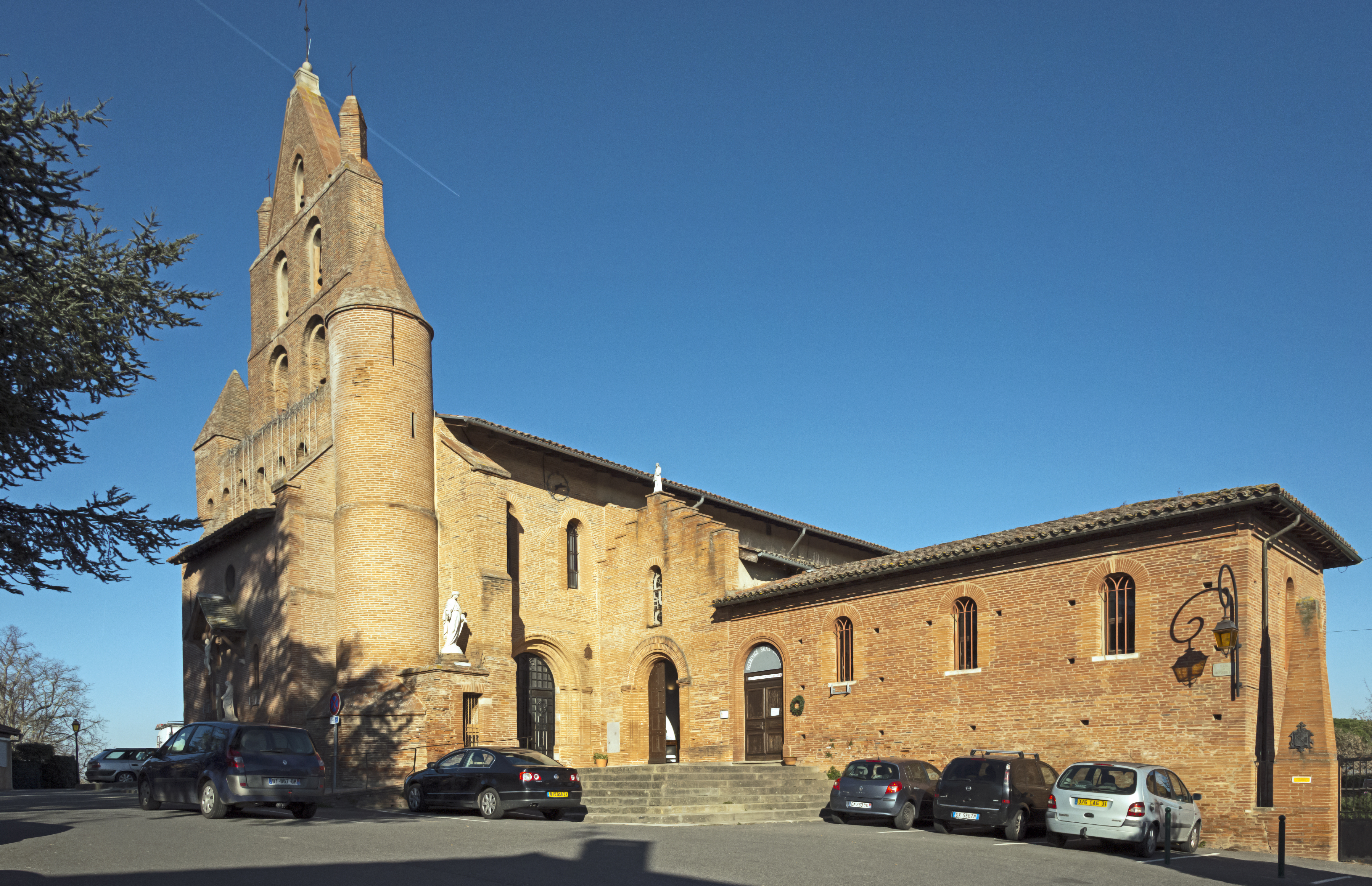
Biserica Sainte-Marie-Madeleine
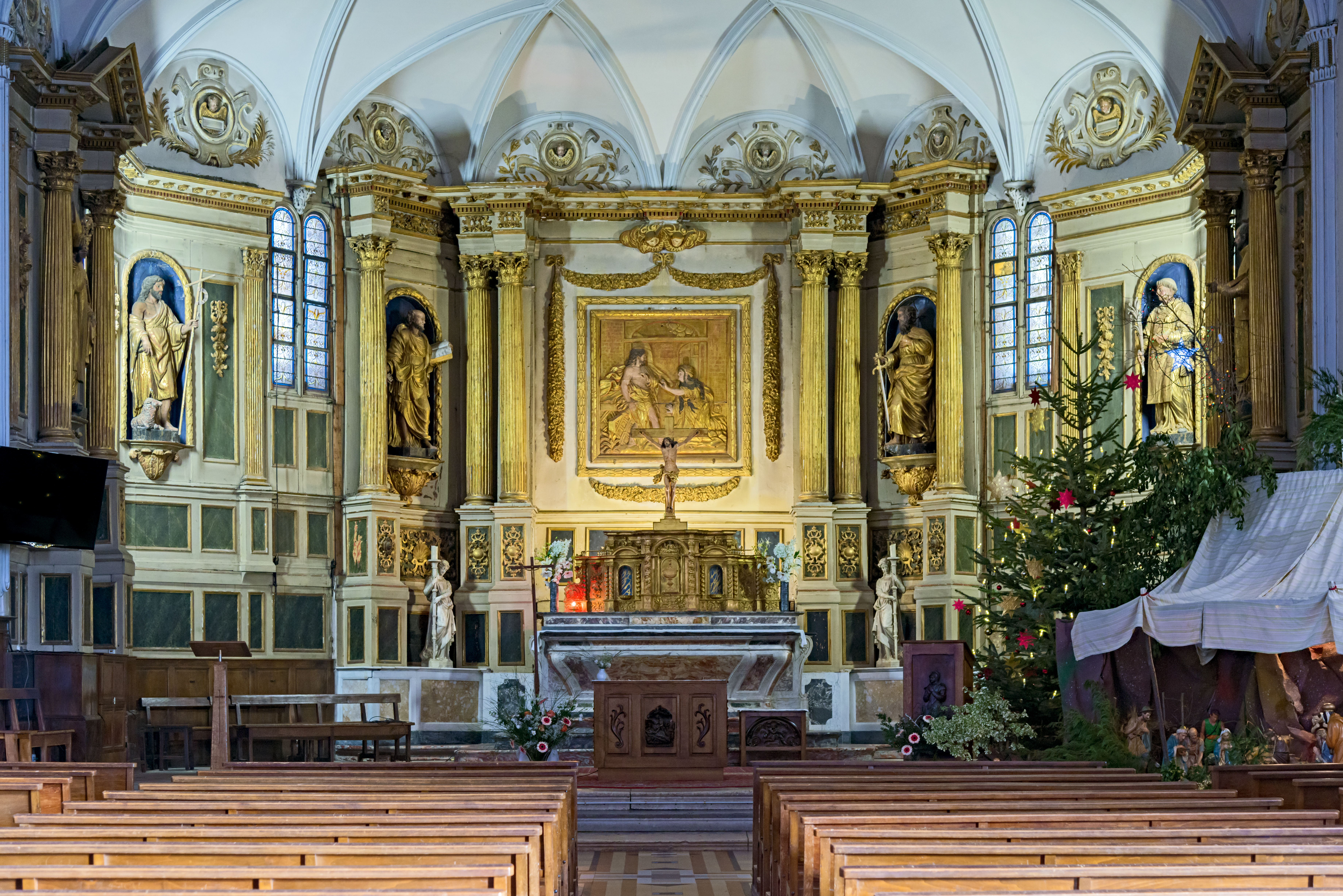
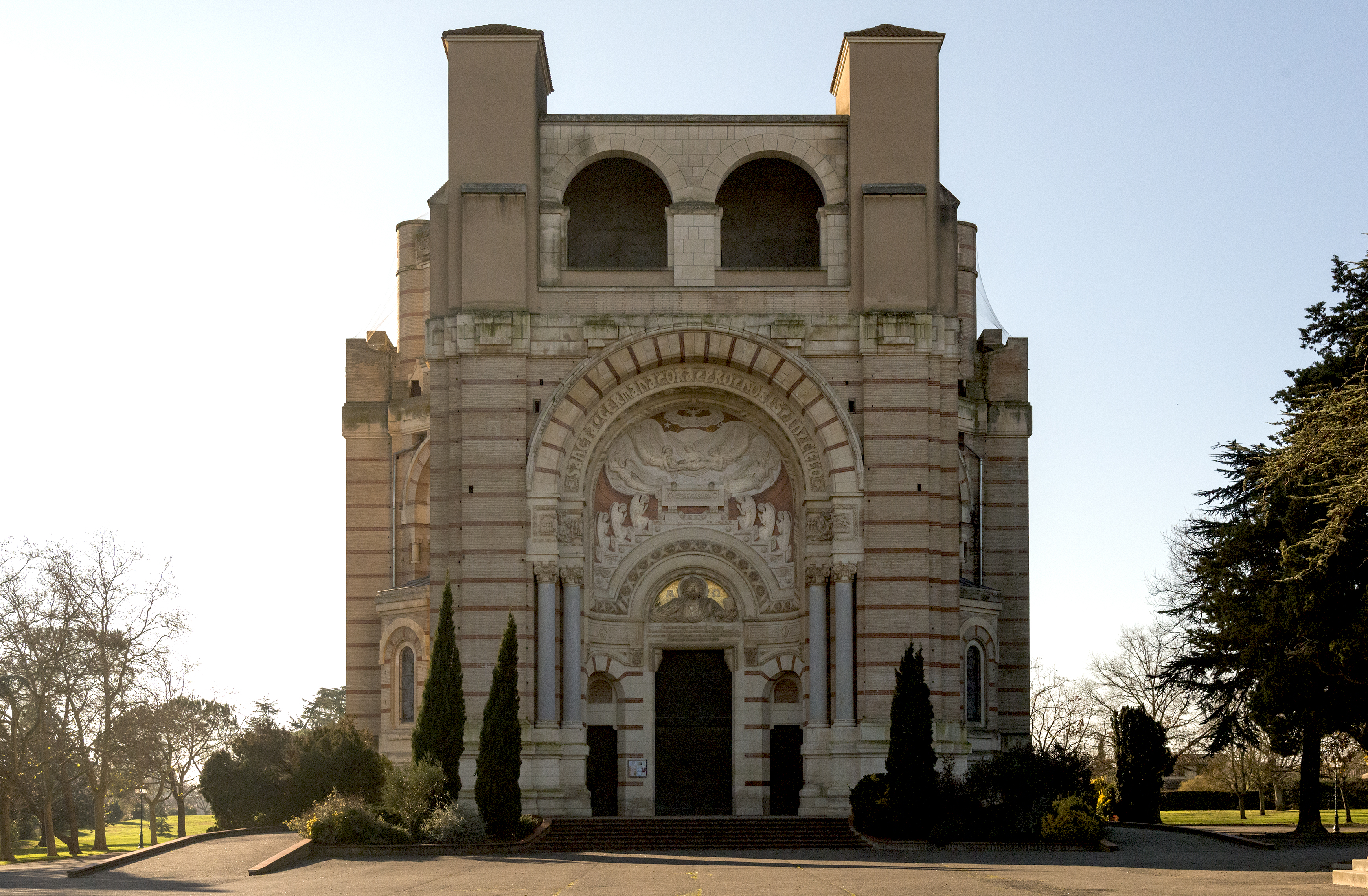
Basilica Sainte-Germaine
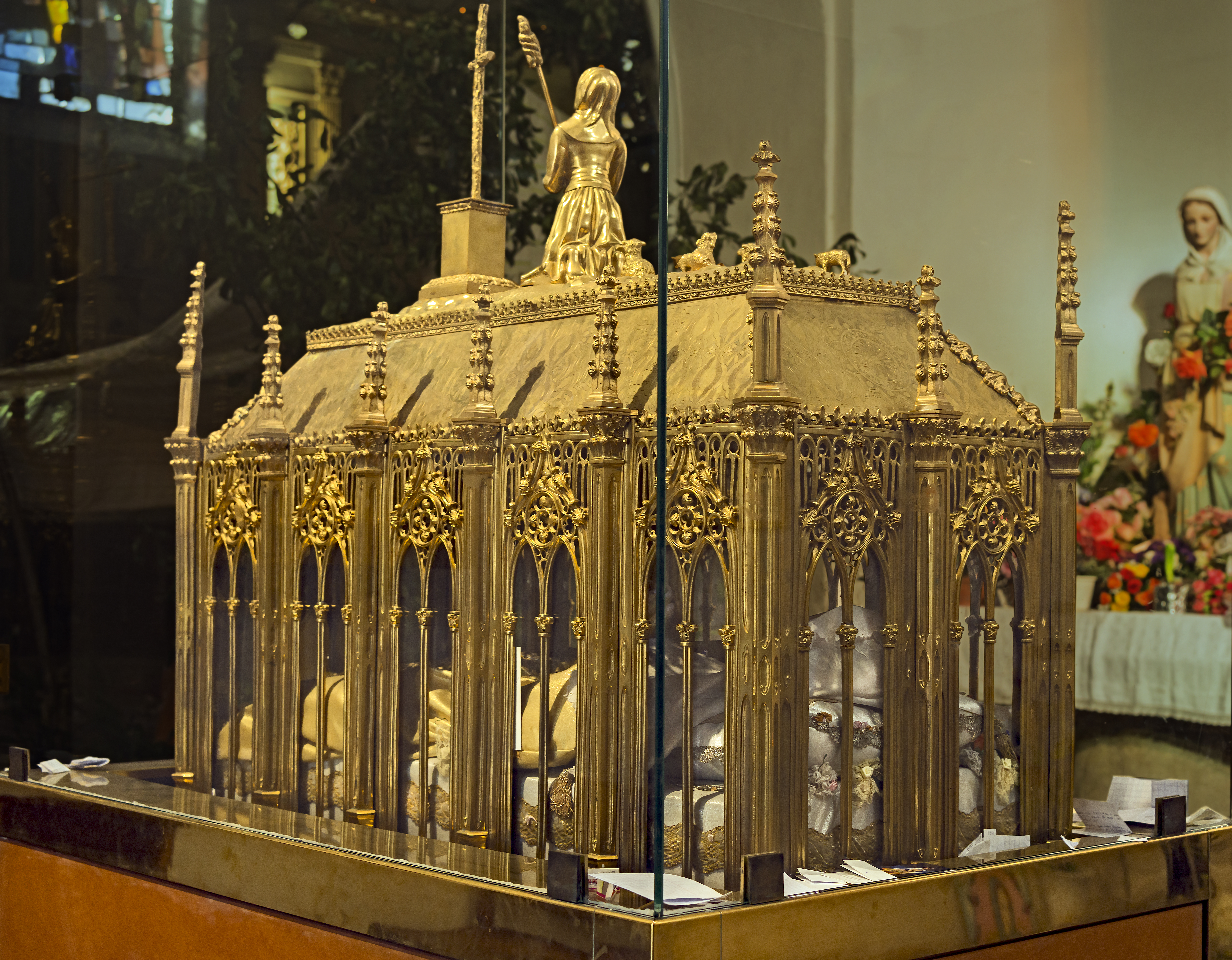
Racla.
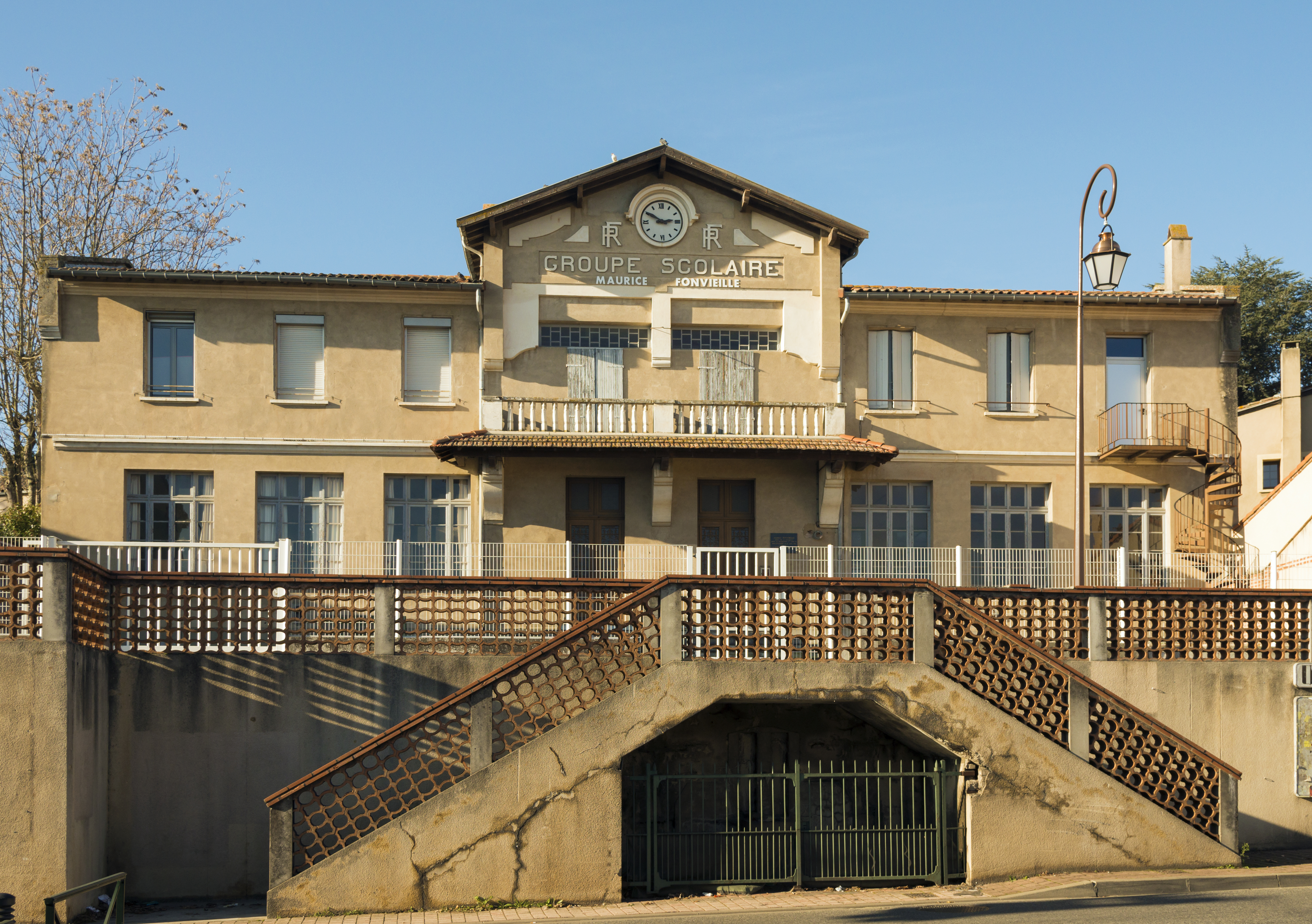
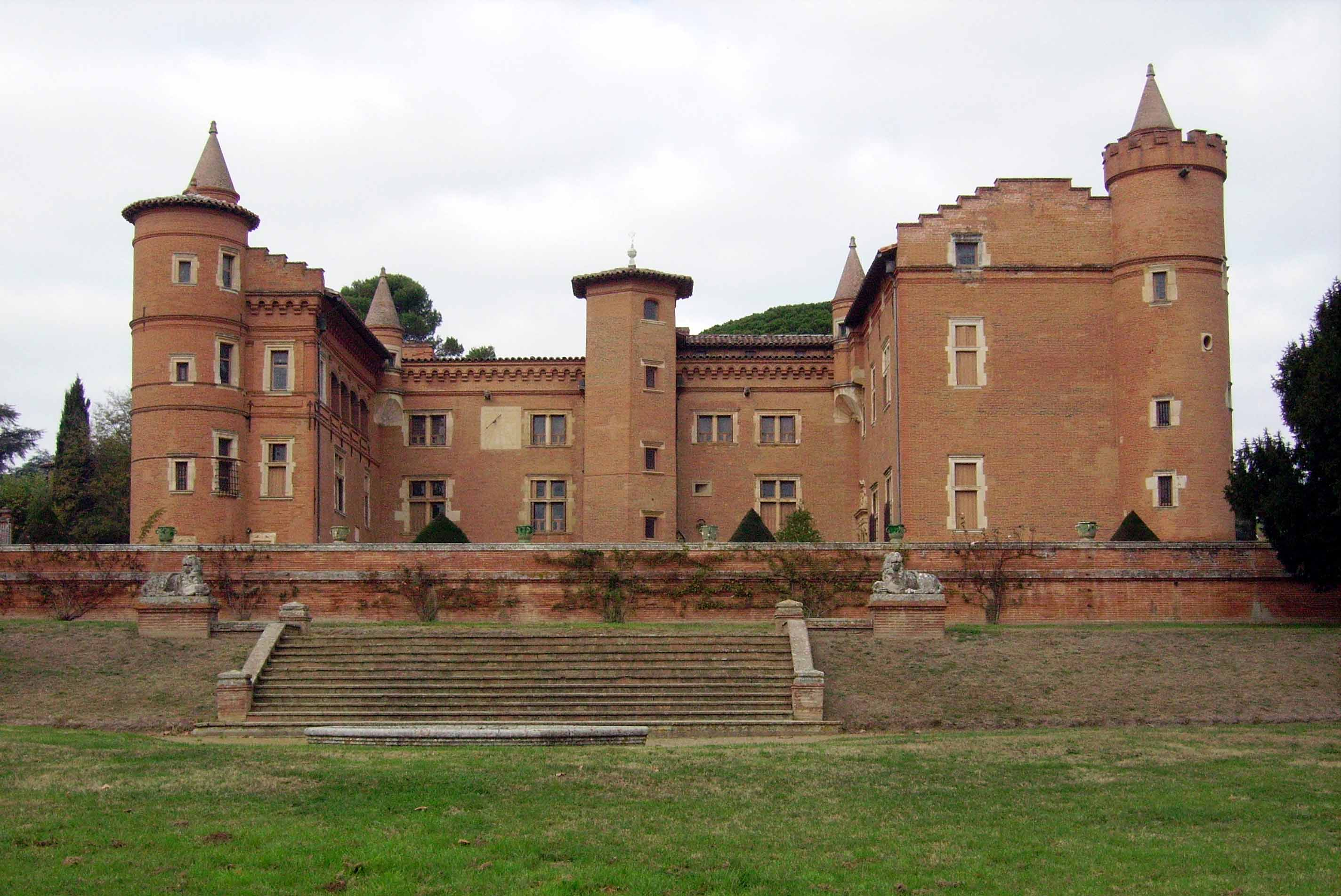